# Clostridium orbiscindens
Il Clostridium orbiscindens è una specie di batterio appartenente alla famiglia delle Clostridiaceae.